# 九十川
九十川（くじゅうがわ）は、埼玉県川越市を流れる荒川水系の一級河川。諫沼川（いさぬまがわ）とも称する。

## 概要

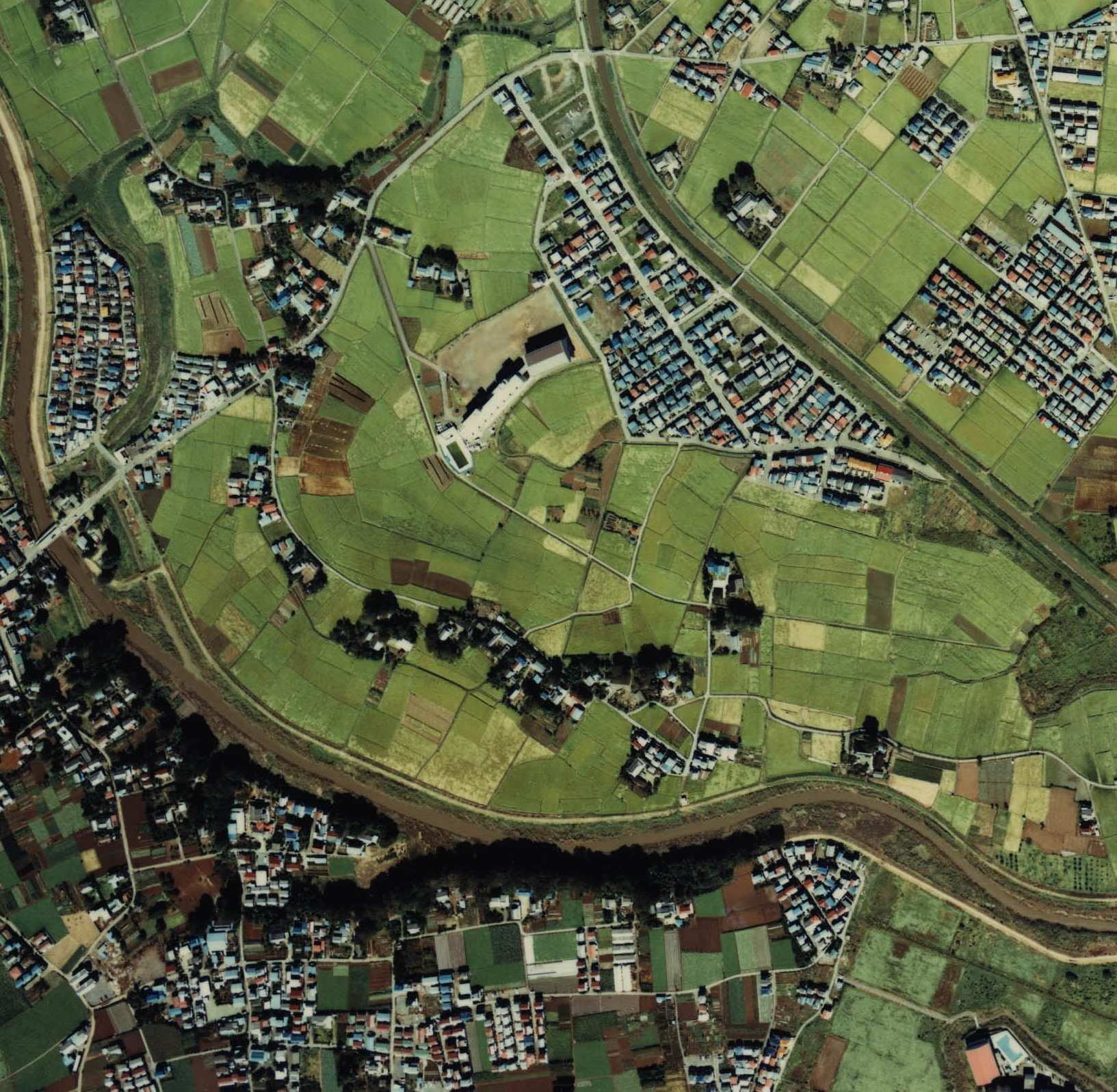
北を上にした牛子付近の航空写真（1979年）。東を流れる川が九十川、北に蛇行する旧流路跡がある。

埼玉県川越市伊佐沼の伊佐沼に源を発し南西から南方向へ流れ、川越市南田島で新河岸川に合流する。
かつては新河岸川の上流部であったが、新河岸川が赤間川と繋がったため、新河岸川の支流となった。かつては新河岸川の旭橋下流にて合流しており、湿地として旧河道も残っている。川越市斎場付近にも旧流路が残る。牛子の北側に西に流れる旧流路が残り、牛子堰も現存する。

## 橋梁
上流より
- 新伊佐沼橋
- 伊佐沼橋
- 妙瀬橋
- 二枚橋（旧国道16号）
- 二枚橋（国道16号）
- 新具橋
- 名称不明
- 九十橋（埼玉県道113号川越新座線）
- 田島橋
- 九十川橋梁（JR川越線）

- 学校橋

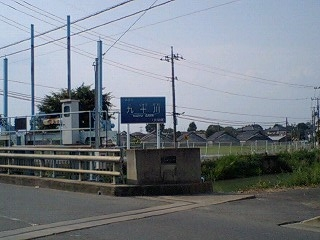
九十川にかかる共栄橋（新牛子堰）

- 新九十橋（国道254号富士見川越バイパス）
- 共栄橋（埼玉県道336号今福木野目線）
- （人道橋）
- 九十川樋門

## 河川施設
- 九十堰
- 新牛子堰

## 周辺
- 伊佐沼公園
- ウニクス南古谷
- 南古谷駅
- 川越市立牛子小学校
- 九十川排水機場